# New Salem (comté de Pike, Illinois)
Pour les articles homonymes, voir New Salem.
New Salem est un village situé au nord du comté de Pike dans l'Illinois, aux États-Unis,. Il est incorporé le 25 septembre 1970.

## Démographie
Lors du recensement de 2010, le village comptait une population de 137 habitants. Elle est estimée, en 2016, à 133 habitants.

### Source de la traduction
- (en) Cet article est partiellement ou en totalité issu de l’article de Wikipédia en anglais intitulé « New Salem, Illinois » (voir la liste des auteurs).